# Grabownica (gmina Krośnice)
Grabownica – wieś w Polsce położona w województwie dolnośląskim, w powiecie milickim, w gminie Krośnice.
| SIMC    | Nazwa      | Rodzaj     |
| ------- | ---------- | ---------- |
| 0876399 | Lisów      | przysiółek |
| 0876407 | Sławoszowa | przysiółek |

W latach 1975–1998 miejscowość należała administracyjnie do województwa wrocławskiego.